# بابی استوری

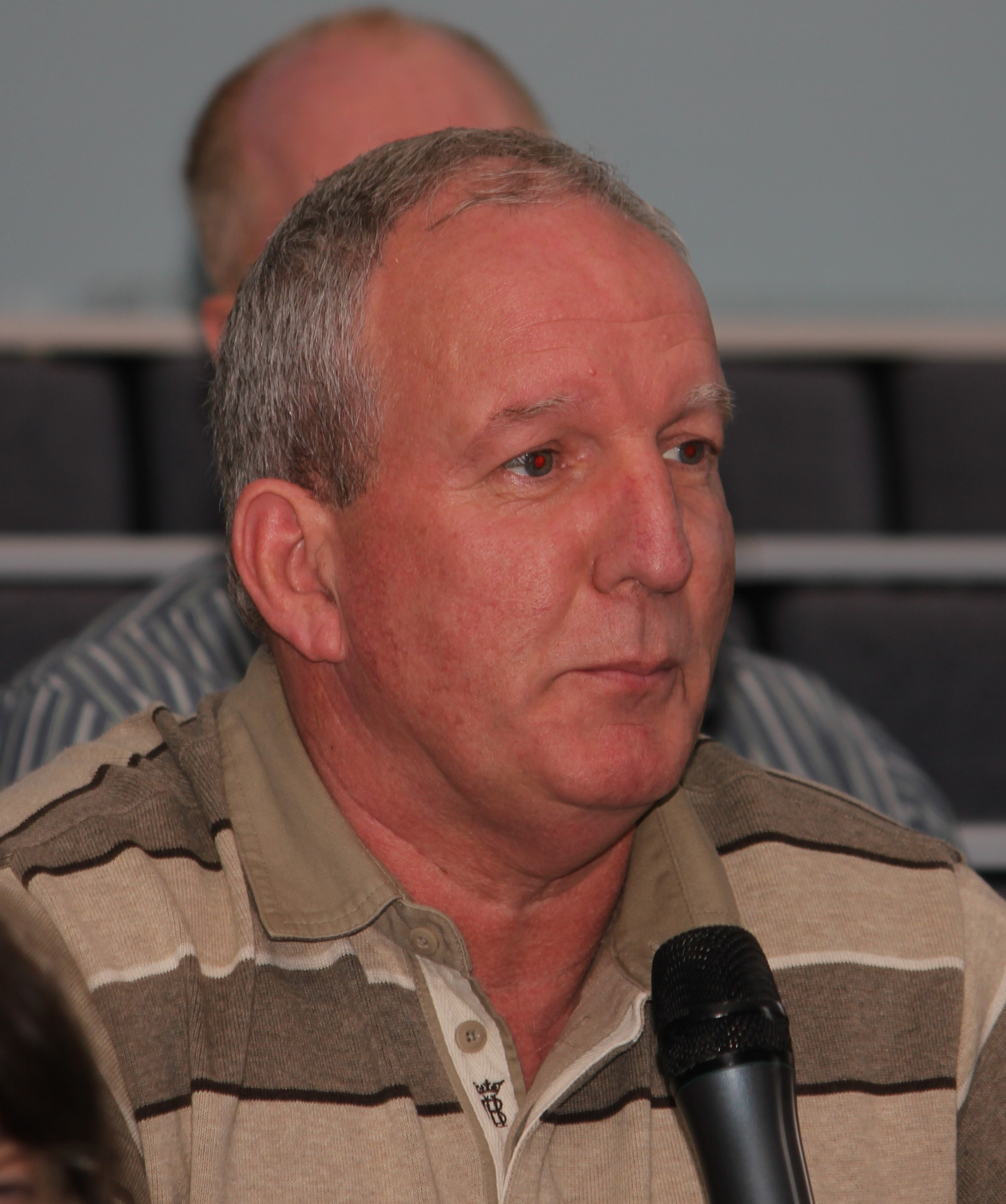
استوری در ۲۰۱۲

رابرت استوری (۱۱ آوریل ۱۹۵۶–۲۱ ژوئن ۲۰۲۰) داوطلب ارتش جمهوری‌خواه ایرلند موقت (IRA) از بلفاست، ایرلند شمالی بود.
وی پیش از محکومیت ۱۸ ساله به دلیل داشتن اسلحه، مدت زیادی را به اتهامات مختلف در بازداشت به سر برد و در مجموع ۲۰ سال در زندان بود. وی همچنین در فرار از زندان ماز، بزرگترین شکست در زندان در تاریخ کیفری انگلیس، نقشی اساسی داشت.

## اوایل زندگی
خانواده استوری در اصل در منطقه مارووبون، در جاده اولدپارک در شمال بلفاست زندگی می‌کردند. خانواده استوری هنگامی که استوری بسیار کوچک بود به دلیل حملات وفادارانه اولستر به منطقه منطقه رابط در شمال بلفاست به اجبار نقل مکان کردند. عموی استوری مربی بوکس گری استوری بود و پدرش که او را بابی نیز می‌نامیدند، در دهه ۱۹۷۰ وقتی کاتولیک‌ها توسط وفاداران تهدید شدند در دفاع از منطقه کشته شد.
استوری فرزند اول از چهار فرزند بود. او دو برادر به نام‌های سیموس و برایان و یک خواهر به نام جرالدین داشت. سیموس و بابی ارشد پس از یورش به خانه آنها یک اسلحه و یک تپانچه کشف کرد و دستگیر شدند. بابی ارشد بعداً آزاد شد اما سیموس متهم شد. سیموس در سال ۱۹۷۱ با هشت زندانی دیگر از زندان جاده کرملین فرار کرد، آنها لقب کانگوروهای کرملین را گرفتند.
از طرف خانواده مادرش پگی، سابقه جمهوری‌خواهی نیز وجود داشت، اما استوری گفت: "تأثیرات غالب بر او حوادثی بود که در اطراف او اتفاق می‌افتاد. این موارد شامل: بمب‌گذاری بار مک گورک در لژ جدید. تعدادی از کشته شدگان افرادی بودند که خانواده وی را می‌شناختند، و همچنین یکشنبه خونین. این امر منجر به تلاش‌های وی برای پیوستن به IRA شد.
استوری وقتی پانزده ساله بود، ترک تحصیل کرد و با پدرش به کار میوه فروشی مشغول شد. در شانزده سالگی، او به عضویت IRA درآمد.

## زندان
در یازدهم آوریل ۱۹۷۳، هفدهمین سالگرد تولد وی، در بیمارستان و در اردوگاه لنج کش نگهداری شد. وی قبل از این ۲۰ بار دستگیر شده بود اما برای ترمیم خیلی جوان بود. در اکتبر ۱۹۷۴ وی در تظاهرات در لانگ کش علیه شرایط زندگی که داخلی‌ها «قفس‌هایی» را که در آن بودند، آتش زدند شرکت کرد. وی در مه ۱۹۷۵ از مرخصی آزاد شد. وی به ظن بمب‌گذاری در هتل Skyways در ژانویه ۱۹۷۶ و آدم‌ربایی و قتل در منطقه Andersonstown بلفاست در مارس ۱۹۷۶ دستگیر شد، اما در دادگاه وی توسط قاضی تبرئه شد. وی هنگام خروج از دادگاه دستگیر و به اتهام حادثه ای مربوط به تیراندازی متهم شد. وی پس از عدم اثبات پرونده آزاد شد و تنها به اتهام تیراندازی به دو سرباز در Turf Lodge متهم شد. این اتهامات در دسامبر ۱۹۷۷ لغو شد. در همان ماه وی به جرم قتل یک سرباز در Turf Lodge دستگیر شد، اما اتهامات نیز برداشته شد. در سال ۱۹۷۸ وی در رابطه با زخمی شدن یک سرباز در لنادون متهم شد، اما به دلیل اشتباه در رویه پلیس در دادگاه تبرئه شد. در ۱۴ دسامبر ۱۹۷۹، استوری بعداً با سه داوطلب IRA از جمله جرارد تویت در هالند پارک لندن دستگیر و به اتهام توطئه برای ربودن یک هلیکوپتر برای کمک به فرار برایان کینان از زندان بریستون متهم شد. تویت قبل از محاکمه از همان زندان فرار کرد، و دو داوطلب دیگر IRA محکوم شدند، اما استوری در آوریل ۱۹۸۱ در Old Bailey در ماه اوت، پس از شلیک یک سرباز، وی با داشتن یک اسلحه دستگیر شد و برای اولین بار محکوم شد و به هجده سال زندان محکوم شد.
استوری یکی از رهبران فرار از زندان ماز در سال ۱۹۸۳ بود، وقتی ۳۸ زندانی جمهوری از H-Blocks خارج شدند، بزرگترین فرار از زندان در تاریخ کیفری انگلیس و بزرگترین فرار از زندان در زمان صلح در اروپا به دست استوری رقم خورد. وی در عرض یک ساعت بازداشت شد، و به هفت سال حبس اضافی محکوم شد. وی که در سال ۱۹۹۴ آزاد شد، مجدداً در سال ۱۹۹۶ دستگیر و به اتهام داشتن اطلاعات شخصی در مورد یک سرباز ارتش انگلیس و برایان هاتون، رئیس دادگستری لرد متهم شد. در دادگاه خود در دادگاه جاده کراملین در ژوئیه ۱۹۹۸، وی پس از اینکه دفاع از وی ثابت کرد اطلاعات شخصی قبلاً در کتابها و روزنامه‌ها منتشر شده بود، تبرئه شد.

## پس از زندان
او پس از گذراندن بیست سال در زندان، بخش عمده ای از حکمش را برای بازپرداخت بوده‌است، ا سرانجام در سال ۱۹۹۸ آزاد شد، و او دوباره درگیر توسعه سیاست جمهوری و استراتژی جمهوری شد، سرانجام استوری رئیس شمال سین فین شد.
در ۱۱ ژانویه ۲۰۰۵، عضو پارلمان جنوب اتحادیه اولستر ، دیوید برنساید، به مجلس عوام انگلیس تحت امتیاز پارلمان گفت که استوری رئیس اطلاعات IRA است.
در تاریخ ۹ سپتامبر ۲۰۱۵، استوری در رابطه با قتل داوطلب سابق IRA کوین مک گویگان در ماه قبل دستگیر و به مدت دو روز در بازداشت بود. متعاقباً وی بدون هیچگونه اتهامی آزاد شد و وکیل وی جان فینوکان اظهار داشت که استوری برای بازداشت غیرقانونی شکایت می‌کند.

## مرگ
استوری در ۲۱ ژوئن ۲۰۲۰ در انگلیس در پی جراحی ناموفق پیوند ریه درگذشت. رئیس‌جمهور سین فاین، ماری لو مک دونالد در ادای احترام خود او را «یک جمهوریخواه بزرگ» توصیف کرد. در مراسم تشییع جنازه وی در ۳۰ ژوئن در بلفاست بیش از ۱۵۰۰ نفر از جمله مک دونالد، معاون نخست‌وزیر میشل اونیل و رئیس‌جمهور سابق سین فاین، گری آدامز شرکت داشتند ، اما به دلیل نقض قوانین فاصله اجتماعی اما به علت همه‌گیری بیماری covid19، مورد انتقاد قرار گرفت. که در آن زمان در ایرلند شمالی فعالیت می‌کرد، تعداد مراسم تشییع جنازه را به بیش از ۳۰ عزادار محدود کرد.